# Pavel Hnilička
Pavel Hnilička (* 1975, Praha) je český architekt.

## Život a kariéra
Architekturu studoval na ČVUT v Praze, a to pod vedením profesora Ladislava Lábuse. Postgraduální program absolvoval ve švýcarském Curychu, konkrétně na Eidgenössische Technische Hochschule. Zde se seznámil s rakouským architektem Dietmarem Eberle, se kterým později spolupracoval například na projektech rezidenčních domů v Praze Pomezí nebo budovy Cornloft v pražském Karlíně. Ve spolupráci s jeho ateliérem Baumschlager Eberle Architekten v roce 2018 zvítězil v mezinárodní architektonické soutěži na novou centrálu České spořitelny na pražském Smíchově. Od roku 2003 vedl vlastní ateliér pod jménem Pavel Hnilička Architekti, který se 1. ledna 2021 přejmenoval na Pavel Hnilička Architects + Planners, tak aby i jeho název odrážel fakt, že se ateliér kromě architektonických úloh zabývá i urbanismem.
V roce 2007 začal vyučovat na Fakultě architektury ČVUT. Zde působil až do roku 2010. V letech 2012–2014 vedl přípravu nových pražských stavebních předpisů na Institutu plánování a rozvoje hlavního města Prahy , za které byl v roce 2016 oceněn Českou cenou architektury za mimořádný přínos v oboru. Mezi roky 2014 a 2018 byl také místopředsedou České komory architektů.
Ve své tvorbě se věnuje především navrhování a realizaci staveb, v poslední době se často zaměřuje na tvorbu ideových studií a územních či regulačních plánů (Písnice, Nový Zličín, Pragovka, Klatovy, Jihlava – jih, Rantířov, Zeleneč, Dobřichovice apod.). Jedním z klíčových předmětů jeho zájmu je vztah teorie a praxe v navrhování. Je autorem řady knih o urbanismu a architektuře, urbanismus popularizuje na přednáškách, konferencích a seminářích.
Je ředitelem architektonického ateliéru Pavel Hnilička Architects + Planners, který sídlí na pražské Ořechovce. Je ženatý a má tři děti.

## Dílo

### Architektura
- Domy pod lípou, Újezd nad Lesy (2022)
- Bytové domy pro Smíchov City Sever III.etapa
- Studentské bydlení The Fizz Prague, Holešovice, Praha – Best of Realty 2020 v kategorii "Hotely"
- Myšlínské zahrady

- Nová centrála České spořitelny, Smíchov, Praha – 1. místo v soutěži (2018)
- Rekonstrukce Vítězného náměstí, Dejvice, Praha – 1. místo v soutěži (2018)
- Rodinný dům, Ruzyně, Praha (Česká cena za architekturu 2018)
- Rezidenční projekt, Pomezí, Praha
- Mateřská škola, Svojetice
- Cornloft Šaldova Praha, Karlín, Praha
- Základní umělecká škola, Dolní Břežany
- Základní škola v Mukařově
- Vodní elektrárna, Bělov
- Terasový dům, Košíře, Praha

### Urbanismus
- Senovážné náměstí v Českých Budějovicích – 1. místo v soutěži (2022)
- Uhříněves – revitalizace okolí nádraží – 1. místo v soutěži (2022)
- Územní plán obce Řevnice
- Urbanistická studie Pragovka

- Studie rozšíření obce Lichoceves
- Studie Nový Zličín – zelená městská čtvrť krátkých vzdáleností
- Studie náměstí Písnice a sídliště Písnice – střed
- Urbanistická studie Rohanský ostrov
- Územní studie obce Rantířov
- Územní studie Praha – Dívčí hrady
- Ideová studie Jihlava – jih
- Územní studie Zeleneč
- Územní plán města Dobřichovice
- Studie Plánického předměstí – Klatovy

### Publikace a příspěvky
- Hustota a ekonomika měst (2018)
- Pražské stavební předpisy (2018)
- Sub Urbs: krajina, sídla a lidé (2013)
- Česká a slovenská architektura 1971–2011 (2013)
- Sídelní kaše II (2012)
- Ročenka české architektury 2009–2010 (2010)
- Otisky komunismu (2009)
- Tvář naší země – krajina domova (2008)
- Gestaltung des suburbanen Lebensraumes: Fragen zum Aufbau der Eigenheime (2003)